# Paulinho (futbolista, 1988)
José Paulo Bezerra Maciel Júnior (São Paulo, 25 de julio de 1988), más conocido como Paulinho, es un exfutbolista brasileño que se desempeñaba como mediocampista. Jugó en clubes como el Tottenham Hotspur F. C. de la Premier League, el F. C. Barcelona de la Primera División de España y el Corinthians del Brasileirão, este último en 2 etapas, siendo en el conjunto paulista donde alcanzó su mejor nivel y sus mayores éxitos. Asimismo, también fue internacional con Brasil.

## Trayectoria

### Inicios
Paulinho comenzó su carrera como jugador con el Audax São Paulo, uniéndose al equipo de juveniles en 2004. Después de no poder romper en el primer equipo, se unió al FC Vilnius de Lituania en 2006, donde anotó cinco goles en 37 partidos. Al final de la A Lyga de 2007, FC Vilnius fue relegado a la segunda división, por lo que Paulinho dejó el club. Tras el descenso, se trasladó a Polonia, para firmar con el ŁKS Łódź. Después de una temporada en Polonia, donde hizo 15 apariciones en la liga, regresó a Brasil y su primer club Audax São Paulo en el verano de 2008. Después de una temporada exitosa, se unió a la Serie B jugando para el Bragantino en 2009.

### Corinthians
En 2009, jugando para Bragantino, llamó la atención del gigante de São Paulo, el Corinthians, consiguiendo ser cedido al mismo. Su primer gol llegó el 30 de mayo de 2010, anotando el cuarto gol en una victoria por 4-2 sobre el Santos. Con el tiempo fue ganando competiciones importantes con el club de São Paulo, como el Brasileirão de 2011, la Copa Libertadores de 2012 y la Copa Mundial de Clubes 2012, consolidándose a sí mismo como un héroe para el club. En el camino a la final de la Copa Libertadores, Paulinho anotó el único gol del doble partido eliminatoria de cuartos de final contra su compatriota brasileño Vasco da Gama, anotando en el minuto 87 del partido de vuelta el 23 de mayo de 2012, clasificando al Corinthians a las semifinales.

### Tottenham Hotspur
El 6 de julio de 2013, el Tottenham Hotspur confirmó el fichaje de Paulinho después de haber completado con éxito el reconocimiento médico por una cifra de poco menos de 17 millones de libras esterlinas.
Jugó 67 partidos con los Spurs, en los cuales marcó 10 goles y dio 7 asistencias de gol.

### Guangzhou Evergrande
El 29 de junio de 2015, se anunció su traspaso al Guangzhou Evergrande de la Superliga de China a cambio de 15 millones de euros. En su primera temporada en el club chino, disputó 19 partidos en los que anotó 3 goles. En esta primera temporada no dio ni un solo pase de gol, pero en la segunda disputó 47 partidos, anotando 13 goles y 4 asistencias de gol; y en la tercera, disputó 29 partidos, anotando 11 goles y 4 asistencias de gol.
Disputó un total de 95 partidos, marcó 27 goles y dio 8 asistencias de gol durante su primera etapa en el equipo asiático.

### Fútbol Club Barcelona
El 14 de agosto de 2017, fichó por el F. C. Barcelona por 40 millones de euros, y firmó para las siguientes 4 temporadas. Su cláusula de liberación se fijó en 120 millones de euros. Sin hacer pretemporada, se unió al primer equipo directamente y debutó en la segunda jornada de Liga. Entró al campo sustituyendo a Iniesta en el minuto 87 con 0-2 en el marcador.
El 16 de septiembre marcó su primer gol con la elástica blaugrana. Marcó el gol de la victoria contra Getafe C. F. en el Coliseum Alfonso Pérez, terminando el partido 1-2 a favor del equipo culé. Apenas 3 días después, disputó su primer partido como titular ante la S. D. Eibar, anotando el 2-0 en un partido que acabaría 6-1 a favor de los azulgranas. En la jornada 16 de Liga anotó su primer doblete con el Barça marcando dos goles que previamente habían sido rechazados por los palos. Aquel partido se saldó con victoria por 4-0 frente al Deportivo de la Coruña. El 23 de diciembre, disputó su primer Clásico en el Estadio Santiago Bernabéu que acabó con un 0-3 a favor de los azulgrana. Paulinho salió de titular y aportó numerosas ocasiones de gol, siendo suyo un remate que acabó en mano de Dani Carvajal que provocaría el penalti y posterior gol de Lionel Messi. Volvería a repetir titularidad en el primer partido de Liga de 2018 en una victoria por 3-0 ante el Levante U. D., anotando el brasileño el último tanto en tiempo de añadido tras una asistencia de Messi. El 9 de mayo volvió a salir de titular contra el Villarreal C. F. e incluso marcó el segundo gol en la victoria contra el equipo amarillo, puesto que el Fútbol Club Barcelona se impuso como local 5-1. En su primera temporada con el equipo culé ganó los títulos de Liga y Copa del Rey y disputó 49 partidos entre Liga, Copa del Rey y Liga de Campeones, anotando 9 goles y dando 3 asistencias de gol.

### Guangzhou Evergrande
En julio de 2018, después de la eliminación de Brasil del Mundial, se confirmó su vuelta al conjunto chino cedido por una temporada con obligación de compra por 50 millones de euros. Permaneció en el club tres años, hasta que cerró su segunda etapa en la entidad a mediados de 2021.

### Al-Ahli
Posteriormente, firmó por el Al-Ahli Saudi F. C., aunque se desvinculó del club al poco tiempo.

### Corinthians
En diciembre de 2021 se confirmó su regreso al Corinthians. Dejó el club en junio de 2024, al término de su contrato. Posteriormente, en septiembre del mismo año, anunció su retirada.

## Selección nacional
El 5 de septiembre de 2011 fue convocado a la selección brasileña para el Superclásico de las Américas de 2011, donde consiguió conquistar el título.
Paulinho fue convocado por la selección de fútbol de Brasil para disputar la Copa Confederaciones 2013, teniendo un rendimiento sobresaliente en el centro del campo, compenetrándose muy bien con Luiz Gustavo y alzándose con el título. Gracias a tan excelente actuación, le fue otorgado el premio al tercer mejor jugador, o Balón de Bronce, de dicho torneo.
El 24 de abril de 2014, el entrenador de la selección brasileña, Luiz Felipe Scolari, confirmó que Paulinho estaría entre los 23 jugadores que representarían a Brasil en la Copa Mundial de Fútbol de 2014. Su inclusión fue ratificada el 7 de mayo de 2014 cuando Scolari publicó la lista final de jugadores.
El 23 de marzo de 2017 marcó su primer hat-trick de su carrera en la histórica goleada 4 por 1 como visitantes en el Estadio Centenario de Montevideo frente a Uruguay, donde salió como la figura del partido por la clasificación de Conmebol para la Copa Mundial de Fútbol de 2018.
Disputó los 5 partidos de la selección de Brasil en la Copa Mundial de Fútbol de 2018, convirtiendo un gol. Brasil fue eliminada en los cuartos de final.

### Participaciones en torneos internacionales
| Copa                           | Sede   | Resultado        | Partidos | Goles |
| ------------------------------ | ------ | ---------------- | -------- | ----- |
| Copa FIFA Confederaciones 2013 | Brasil | Campeón          | 4        | 2     |
| Copa Mundial FIFA 2014         | Brasil | Cuarto lugar     | 6        | 0     |
| Copa Mundial FIFA 2018         | Rusia  | Cuartos de final | 5        | 1     |

### Participaciones en Eliminatorias al Mundial
| Eliminatorias                 | Resultado                 | Partidos | Goles |
| ----------------------------- | ------------------------- | -------- | ----- |
| Eliminatorias Mundial de 2018 | Clasificado (1.er puesto) | 8        | 5     |

## Estadísticas
| F. C. Vilnius · Lituania           | 1.ª           | 2006          | 17  | 2   | -  | - | -  | -  | 17  | 2   |
| F. C. Vilnius · Lituania           | 1.ª           | 2007          | 21  | 3   | -  | - | -  | -  | 21  | 3   |
| F. C. Vilnius · Lituania           | Total club    | Total club    | 38  | 5   | 0  | 0 | 0  | 0  | 38  | 5   |
| ŁKS Łódź · Polonia                 | 1.ª           | 2007-08       | 17  | 0   | -  | - | -  | -  | 17  | 0   |
| ŁKS Łódź · Polonia                 | Total club    | Total club    | 17  | 0   | 0  | 0 | 0  | 0  | 17  | 0   |
| Atlético Bragantino · Brasil       | 2.ª           | 2010          | 28  | 6   | -  | - | -  | -  | 28  | 6   |
| Atlético Bragantino · Brasil       | Total club    | Total club    | 28  | 6   | 0  | 0 | 0  | 0  | 28  | 6   |
| S. C. Corinthians · Brasil         | 1.ª           | 2011          | 35  | 8   | -  | - | 1  | 0  | 36  | 8   |
| S. C. Corinthians · Brasil         | 1.ª           | 2012          | 23  | 7   | -  | - | 14 | 3  | 37  | 10  |
| S. C. Corinthians · Brasil         | 1.ª           | 2013          | 1   | 1   | -  | - | 10 | 2  | 11  | 3   |
| S. C. Corinthians · Brasil         | Total club    | Total club    | 59  | 16  | 0  | 0 | 25 | 5  | 84  | 21  |
| Tottenham Hotspur F. C. Inglaterra | 1.ª           | 2013-14       | 30  | 6   | 2  | 1 | 5  | 1  | 37  | 8   |
| Tottenham Hotspur F. C. Inglaterra | 1.ª           | 2014-15       | 15  | 0   | 7  | 1 | 8  | 1  | 30  | 2   |
| Tottenham Hotspur F. C. Inglaterra | Total club    | Total club    | 45  | 6   | 9  | 2 | 13 | 2  | 67  | 10  |
| Guangzhou Evergrande China         | 1.ª           | 2015          | 13  | 2   | -  | - | 6  | 1  | 19  | 3   |
| Guangzhou Evergrande China         | 1.ª           | 2016          | 30  | 8   | 9  | 3 | 8  | 2  | 47  | 13  |
| Guangzhou Evergrande China         | 1.ª           | 2017          | 20  | 7   | 1  | 0 | 8  | 5  | 29  | 12  |
| F. C. Barcelona · España           | 1.ª           | 2017-18       | 34  | 9   | 6  | 0 | 9  | 0  | 49  | 9   |
| F. C. Barcelona · España           | Total club    | Total club    | 34  | 9   | 6  | 0 | 9  | 0  | 49  | 9   |
| Guangzhou Evergrande China         | 1.ª           | 2018          | 19  | 13  | -  | - | -  | -  | 19  | 13  |
| Guangzhou Evergrande China         | 1.ª           | 2019          | 29  | 19  | 1  | 0 | 12 | 3  | 42  | 22  |
| Guangzhou Evergrande China         | 1.ª           | 2020          | 20  | 12  | 0  | 0 | 0  | 0  | 20  | 12  |
| Guangzhou Evergrande China         | Total club    | Total club    | 131 | 61  | 11 | 3 | 34 | 11 | 176 | 75  |
| Total carrera                      | Total carrera | Total carrera | 353 | 103 | 26 | 5 | 81 | 18 | 460 | 126 |
| 1. 2.                              |               |               |     |     |    |   |    |    |     |     |

| 1 | 23 de marzo de 2017 | Estadio Centenario, Montevideo | Uruguay - Brasil |  | 1 - 4 | Eliminatorias Mundial 2018 |

## Palmarés

### Títulos regionales
| Título              | Club              | Estado    | Año  |
| ------------------- | ----------------- | --------- | ---- |
| Segunda Divisão     | Pão de Açúcar     | São Paulo | 2008 |
| Campeonato Paulista | S. C. Corinthians | São Paulo | 2013 |

### Títulos nacionales
| Título                     | Club                 | País   | Año  |
| -------------------------- | -------------------- | ------ | ---- |
| Brasileirão                | S. C. Corinthians    | Brasil | 2011 |
| Superliga de China         | Guangzhou Evergrande | China  | 2015 |
| Supercopa de China         | Guangzhou Evergrande | China  | 2016 |
| Superliga de China         | Guangzhou Evergrande | China  | 2016 |
| Copa de China              | Guangzhou Evergrande | China  | 2016 |
| Supercopa de China         | Guangzhou Evergrande | China  | 2017 |
| Copa del Rey               | F. C. Barcelona      | España | 2018 |
| Primera División de España | F. C. Barcelona      | España | 2018 |
| Superliga de China         | Guangzhou Evergrande | China  | 2019 |

### Títulos internacionales
| Título                      | Club (*)             | Sede      | Año  |
| --------------------------- | -------------------- | --------- | ---- |
| Copa Libertadores           | S. C. Corinthians    | São Paulo | 2012 |
| Copa Mundial de Clubes      | S. C. Corinthians    | Japón     | 2012 |
| Copa Confederaciones        | Selección de Brasil  | Brasil    | 2013 |
| Liga de Campeones de la AFC | Guangzhou Evergrande | Cantón    | 2015 |

(*) Incluyendo la selección.

### Distinciones individuales
| Distinción                                                 | Año         |
| ---------------------------------------------------------- | ----------- |
| Bola de Prata - Placar                                     | 2011 y 2012 |
| Trofeo Mesa Redonda - Mesa Redonda                         | 2011 y 2012 |
| Equipo ideal de la Serie A - CBF                           | 2011 y 2012 |
| Mejor centrocampista de la Copa Libertadores - CONMEBOL    | 2012        |
| Integrante del Equipo Ideal de América - El País (Uruguay) | 2012        |
| Equipo ideal de la Copa Libertadores - CONMEBOL            | 2012        |
| Balón de Bronce de la Copa FIFA Confederaciones            | 2013        |
| Equipo ideal de la Copa FIFA Confederaciones               | 2013        |
| Equipo ideal del Campeonato Paulista - FPF                 | 2013        |
| Mejor jugador de la Jornada 2 de la Premier League         | 2013        |
| MVP contra Serbia en la Copa Mundial de Fútbol             | 2018        |